# Natascha Bredl
Natascha Bredl (* 28. Juli 1991 in Wien) ist eine ehemalige österreichische Tennisspielerin.

## Karriere
Bredl spielt seit ihrem achten Lebensjahr Tennis. Auf Turnieren des ITF Women’s Circuit gewann sie einen Doppeltitel.
Von 2001 bis 2005 nahm Bredl an zahlreichen österreichischen und internationalen Jugendturnieren teil und erzielte dort viele Erfolge. 2007 wurde sie Siegerin bei den Österreichischen U18-Hallenmeisterschaften in Wien. 2008 spielte sie in der Qualifikation zu den Gastein Ladies, ihrem ersten und einzigen Turnier der WTA Tour, wo sie aber bereits in der ersten Runde gegen Liana Ungur mit 1:6 und 1:6 verlor. Im August 2016 konnte Bredl zusammen mit Partnerin Caroline Ilowska ihren ersten und einzigen Titel auf der ITF-Tour feiern, als die beiden den Doppeltitel gewannen.
Seit November 2016 hat Bredl kein Profiturnier mehr bestritten und wird seit Ende 2017 nicht mehr in den Weltranglisten geführt.
In der österreichischen Liga spielte sie ab 2007 bis 2012 für den Altmannsdorfer TC, 2013 für den T.V. Wiener Neudorf in der 2. Bundesliga und seit 2019 für den Tennis Club First Serve Vienna.

## Turniersiege

### Doppel
| Nr. | Datum           | Turnier    | Kategorie   | Belag | Partnerin        | Finalgegnerinnen              | Ergebnis          |
| --- | --------------- | ---------- | ----------- | ----- | ---------------- | ----------------------------- | ----------------- |
| 1.  | 27. August 2016 | Pörtschach | ITF $10.000 | Sand  | Caroline Ilowska | Alice Balducci Marcella Cucca | 3:6, 7:63, [10:6] |

## Persönliches
Bredl studierte Betriebswirtschaftslehre an der Wirtschaftsuniversität Wien, wo sie auch ihren Abschluss als Diplom-Betriebswirt machte. Sie ist Mutter von zwei Kindern und führt zusammen mit ihren Eltern das Café Restaurant Stranddomizil Stadlau in Wien.